# Полоса Каприви
Полоса́ Капри́ви (англ. Caprivi Strip, нем. Caprivizipfel) — длинный узкий выступ территории Намибии, который простирается на 450 км от северо-восточной оконечности основного массива территории страны к востоку к реке Замбези. Её ширина составляет от 32 до 105 км. Она представляет собой участок чрезвычайно плоской горной долины, расположенной на болотистых северных окраинах пустыни Калахари на высоте около 950 м над уровнем моря. 
С востока она ограничена рекой Замбези, за которой начинается Замбия, с юга и юго-запада частично — рекой Чобе, за которой лежит Ботсвана. На севере эта территория граничит с Анголой, а на западе её пересекает река Окаванго. Эта территория в настоящий момент разделена между намибийскими провинциями Замбези (до 2013 года — Каприви) и Восточное Каванго.

## География
Каприви — территория с тропическим климатом, очень высокими температурами и влажностью; с декабря по март — в дождевой сезон — выпадает много осадков, что делает Каприви самым влажным регионом Намибии. 
Густая речная растительность (особенно камышовые заросли), густые леса, песчаные дюны и болота сильно затрудняют перемещение по региону; это дикая, труднодоступная и нетронутая цивилизацией местность. Здесь встречается больше 450 видов животных. Характерно большое разнообразие птиц.
Для защиты богатого растительного и животного мира на большей части территории региона были устроены заповедники и национальные парки, которые в последнее время привлекают многочисленных туристов. С целью развития туристической индустрии через регион было впервые проложено сквозное асфальтированное шоссе; остальные местные дороги — это, главным образом, лишь накатаные грунтовые пути.

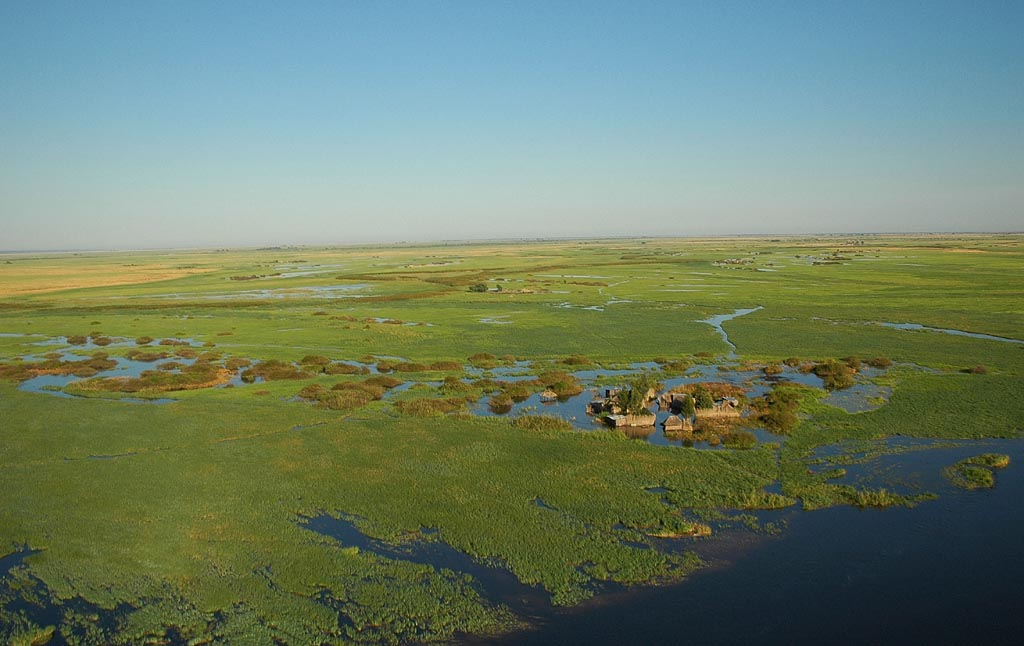
Деревня в полосе Каприви

Численность населения территории очень невелика, жители живут небольшими селами. 
Восточная часть региона населена бантуязычным народом лози, основная часть которого живет в юго-западной Замбии и Ботсване. Лози занимаются скотоводством, рыболовством и охотой; выращивается кукуруза, злаки, а также дыни и маниока. Население крайнего востока региона ежегодно эвакуируется с мест проживания из-за разлития Замбези. Западная часть региона населена лишь кочевыми группами народа сан (бушменов).
Городок Катима Мулило на берегу Замбези — самый крупный населенный пункт региона и административный центр провинции Каприви.

## История

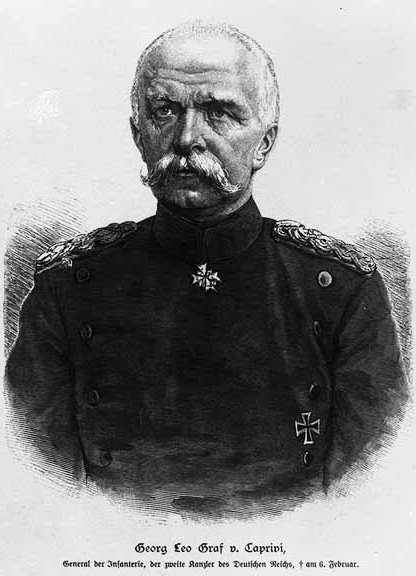
Немецкий канцлер Лео фон Каприви

В середине XIX столетия часть территории Каприви населял народ кололо. С вождями кололо имел дружеские отношения английский путешественник и миссионер Дэвид Ливингстон, который использовал земли кололо как базу для своих центральноафриканских путешествий. В конце XIX столетия кололо из этой местности вытеснили и практически уничтожили лози, которые пришли из-за Замбези.
Согласно Занзибарскому договору, в 1890 году регион вошел в состав Германской Юго-Западной Африки. Полоса Каприви должна была предоставить Германии суверенный доступ к реке Замбези; своё название она получила в честь графа Лео фон Каприви, тогдашнего немецкого канцлера. После Первой мировой войны регион вместе с остальной частью страны перешел под управление Южно-Африканского Союза (позже — Южно-Африканская Республика), который владел страной до 1990 года, когда Намибия получила независимость.
Население Каприви очень отличается от населения остальной Намибии; в связи с этим на протяжении истории неоднократно возникали разногласия между лози и овамбо, самым многочисленным народом севера Намибии. Конфликты привели к провозглашению в 1994 году Армии освобождения Каприви, которая выступала за независимость Каприви.
В настоящее время противостояние утихло, с 2001 года полоса Каприви вновь объявлена безопасной для туристов.